# Guard Young
Pour les articles homonymes, voir Young.
Guard Young est un gymnaste artistique américain né le 3 juin 1977 à State College.

## Biographie
Lors des Jeux olympiques d'été de 2004 se tenant à Athènes, il remporte la médaille d'argent dans l'épreuve du concours par équipes en compagnie de ses coéquipiers Morgan Hamm, Paul Hamm, Brett McClure, Blaine Wilson et Jason Gatson. Il remporte également la médaille d'argent dans la même épreuve avec l'équipe américaine lors des Championnats du monde de 2001.